# George Lincoln Rockwell
George Lincoln Rockwell (1918. március 19. – 1967. augusztus 25.), amerikai nemzetiszocialista politikus.

## Élete
Született 1918. március 19-én az Amerikai Egyesült Államokban, az Illinois állam beli Bloomington nevű szénbányász/gazdálkodó településen. Édesapja humorista, míg édesanyja táncos volt. Szülei hatéves korában elváltak.
Gyermekkorát Maine, Rhode Island és New Jersey államokban töltötte. Apja egy mainei kisvárosban élt, így a fiatal Rockwell ott töltötte nyarait, amiket rendszerint túrázással, kirándulással és vitorlázással töltött el. Az apjával eltöltött nyári vitorlázások miatt egész életében a vitorlázás kedvelője lett. 
Kapcsolata a szüleivel igen szeretetteljes volt, ami a család felbomlása után is megmaradt. Egészséges és átlagos gyermekkora volt.
1938 őszén a Brown Egyetemen kezdett tanulni, ahol filozófiát tanult, bár érdeklődött a tudományok iránt is.
A második világháború kitörése után – mint több millió amerikai hazafi – ő is jelentkezett a hadseregbe.
1944-ben a Guam elleni támadásban a légi támogatást irányította, amiért előléptették '45-ben. A háború után visszatért a civil élethez, ahol művészként kezdett új életet.
Összeházasodott egy lánnyal, akit a Brown Egyetemen ismert meg. A házasság nem volt tökéletes, bár így is 10 évig tartott.

## Politikai életútja
A hadsereg elhagyása utáni első 5 évben New York és Maine államokban művészeteket tanult, reklámfotózott, festett, írt. 1950-ben visszatért a seregbe, a Koreai háború miatt, Kaliforniában képzett ki vadászpilótákat. A politikai pályafutása is ekkor kezdődött.
Egy ismerőse ekkor adott neki kölcsön kommunista-ellenes könyveket. A politikába való elmerülés után a zsidóság és a kommunizmus összefonódását állapította meg és ekkor kezdett a hitleri eszmerendszer után érdeklődni. Ekkor döbbent rá, hogy a rossz oldalon harcolt a háborúban.
Mein Kampf példány keresett a könyvtárakban, és nekiült elolvasni. A nemzetiszocializmus eszméje akkor érintette meg.
1953 után kezdett bele a kampányába. Előbb egy csendes szerveződés vezetője lett, de a terve már megvolt egy keménymagú nemzetiszocialista szervezet felépítésére. Határozott elképzelései voltak mind a gazdaságról, mind a faji és szociális kérdésekről.
1957-1958 nehéz két év volt számára. New York, New Jersey és Pennsylvania között utazgatott, a gondolatait vetette papírra.
1958-ban szervezte meg az első tiltakozást a Fehér Ház előtt, de több államban is szerveződtek tüntetések, Atlantában (Georgia) és Louisvilleben (Kentucky). Ezek a megmozdulások még nem nyílt nemzetiszocialista demonstrációk voltak. 10 héttel később Atlantában egy zsinagóga titokzatos körülmények között felrobbant, ekkor a média hadjáratot indított Rockwell és támogatói ellen.
Ekkor már a nemzetiszocializmust látta az egyetlen kiútnak. Nem érdekelte, hogy mit terjeszt a média, a saját újtját járva "náciként" terjesztette a szélsőjobboldali propagandát. Házára egy hatalmas horogkeresztet tett és megkezdődött a valódi szerveződés. Rohamosztagosok csatlakoztak hozzá, létszámuk rohamosan növekedett. A rendőrség folyamatos házkutatásokkal nehezítette ő és emberei helyzetét, a média "Amerikai Führer"-nek hívta. Megalapította az "Amerikai Párt"-ot, amit később "Amerikai Náci Párt"-nak nevezett át.
Mivel akcióik folyamatosan a média kereszttüzében voltak, így terjeszthette az eszmét. Pártja leginkább a zsidóság befolyása, a kommunizmus, a marxizmus, a bolsevizmus és a keményvonalas kapitalizmus ellen emelte fel szavát.
1960-ban adták ki a "Stormtrooper" nevű magazinukat. A közszereplését egyre több rádió és televízió kezdte letiltani, ámbár a Playboynak is adott interjút. 5 éven keresztül elég erős nyomás alá került.
1965-ben Virginia állam kormányzóválasztásán indult. Erős kampányba kezdett, 5730 szavazatot kapott. (Virgina lakossága 7 196 750 fő)
1966. január 1-jén az Amerikai Náci Párt nevét Nemzetiszocialista Fehéremberek Pártjára változtatta.
1967-ben fejezte be a White Power (fehér hatalom) című könyvét.
1967. augusztus 25-én, egy pénteki napon az arlingtoni főhadiszállásuk közelében egy golyó leterítette. A gyilkosa egy néhány hónappal azelőtt a pártból kirúgott férfi volt, aki marxista ideológiát csempészett a párt publikációi közé.  
Miután az Amerikai Egyesült Államok kormánya megvonta Rockwell jogát, hogy temetőben temethessék el[forrás?], elhamvasztása után a párttársai egy nemzetiszocialista búcsúszertartás keretében emlékeztek meg róla Arlingtonban.

## Publikációi
- A White Power könyv
- A kacsák és a csirkék története
- This time the world

## Interjúk
- A Playboy vele készített interjúja
- A Playboy vele készített interjújának magyar fordítása

## Fordítás
- Ez a szócikk részben vagy egészben  a   George_Lincoln_Rockwell című angol Wikipédia-szócikk fordításán alapul.  Az eredeti cikk szerkesztőit annak laptörténete sorolja fel. Ez a jelzés csupán a megfogalmazás eredetét és a szerzői jogokat jelzi, nem szolgál a cikkben szereplő információk forrásmegjelöléseként.